# Clouds (film)
Clouds är en amerikansk biografisk romantisk musikaldramafilm/ungdomsfilm, som släpptes för officiell streamingpremiär på Disney+ i USA, den 16 oktober 2020. Filmen är regisserad och producerad av Justin Baldoni, från ett manus skrivet av Kara Holden, som bygger på en originalberättelse skriven av henne, Patrick Kopka, och Casey La Scala. I huvudrollerna syns Fin Argus, Sabrina Carpenter, Madison Iseman, Neve Campbell, Tom Everett Scott, och Lil Rel Howery.
Filmen skulle från början ha haft biopremiär av Warner Bros. under år 2020, men togs den 14 maj samma år över av Disney+, på grund av inverkan på covid-19-pandemin. Den skulle dock komma att tas bort helt och hållet från hela streamingtjänsten, vilket den gjorde den 26 maj 2023.
Huvudfotograferingen för filmen satte igång den 19 oktober 2019. Filminspelningarna ägde mestadels rum i den kanadensiska provinsen Québec, och Montréalförorterna Baie-D'Urfé och Sainte-Anne-de-Bellevue. Hela filmen blev därefter färdiginspelad den 27 november samma år.

## Handling
Filmens handling kretsar kring Minnesotatonåringen Zach Sobiech, som bestämmer sig för att förverkliga sin dröm om att bli musiker, samtidigt som han precis har fått reda på, att han är döende i osteosarkom.

## Rollista
| Fin Argus               | – Zach Sobiech  |
| Sabrina Carpenter       | – Sammy Brown   |
| Madison Iseman          | – Amy Adamle    |
| Lil Rel Howery          | – Milton Weaver |
| Tom Everett Scott       | – Rob Sobiech   |
| Neve Campbell           | – Laura Sobiech |
| Summer H. Howell        | – Grace Sobiech |
| Vivien Endicott-Douglas | – Alli Sobiech  |
| Dylan Everett           | – Sam Sobiech   |
| Jason Mraz              | – Sig själv     |
| Luis Oliva              | – Höftagent     |